# Bihari Zoltán
Bihari Zoltán (Arad, 1910. augusztus 26. – Budapest, 1985. február 22.) magyar színész.

## Életpályája
1932-ben kezdte pályáját Magyarországon. 1936-ban Bukarestbe került, s ezután 1937 és 1939 között Törökország, Szíria, Szudán, Egyiptom színpadain lépett föl feleségével, Karsay Böske szubrett színésznővel. 1940-ben Nagyváradra szerződött. 1957-ben a József Attila Színház, 1960-tól a Pest Megyei Petőfi Színpad, 1966-tól az Állami Déryné Színház tagja volt. Nyugdíjasként játszott a Népszínház társulatával a Várszínházban is. Elsősorban vígjátékokban, operettekben foglalkoztatták. Kiváló karakterszínész volt.

## Színházi szerepeiből
- William Shakespeare: Vízkereszt vagy amit akartok... Bohóc, Olívia szolgája
- Friedrich Schiller: Stuart Mária... Melvil, Mária udvarmestere
- Frank Wedekind: A tavasz ébredése... Probst bácsi
- Victorien Sardou: Váljunk el!... Pincér
- Fritz Hochwälder: A málnaszedő... Suppinger, ügyvéd
- Rudi Strahl: Folytassa Éva és Ádám... Schniedling, jegyzőkönyvvezető
- Szigligeti Ede: Liliomfi... Kányai, telegdi fogadós
- Molnár Ferenc: Doktor úr... Dr. Sárkány, ügyvéd
- Molnár Ferenc: Olympia... Krehl, osztrák csendőralezredes
- Zilahy Lajos: Fatornyok... Herr Hapfner
- Ödön von Horváth: A végítélet napja... Egy vendég
- Felkai Ferenc: Bécsi Kaland... Kalmár Péter, író
- Tabi László: Esküvő... Zsenda Gyula
- Tóth Miklós: Jegygyűrű a mellényzsebben... Soltész
- Tóth Miklós – Zágon István – G. Dénes György: Köztünk maradjon... Berkes, a főszaglász
- Örsi Ferenc: A kapitány... A tanár
- Gergely Sándor:  Vitézek és hősök... Hadbíró-őrnagy
- Szenczei László: Nem mindenki jut el Floridába... Házmester
- Bárány Tamás: Nem születtem grófnak... Karcsi bácsi
- Végh Antal: Boldogságkeresők... Mircse Sándor
- Kolozsvári Andor: Déryné - Lángoló lelkek... Edlmayer Tóbiás, mézesbábos
- Pataki Pál: Idézés válóperben... Bors László
- Iszaak Oszipovics Dunajevszkij: Aranyvölgy... Bobrikov, éjjeliőr
- Huszka Jenő: Gül Baba... Mujkó, muzsikás cigány
- Jacobi Viktor: Leányvásár... Rottenberg gróf
- Szirmai Albert – Bakonyi Károly – Gábor Andor: Mágnás Miska... Korláthy gróf:
- Kacsóh Pongrác: János vitéz... Strázsamester
- Vaszy Viktor – Baróti Géza: Dankó Pista... Tömörkény István, író
- Irina Karnauhova: Mese a tűzpiros virágról... Kikimora, a mocsár szelleme

## Filmes és televíziós szerepei
- Szimulánsok (1977)
- Illetéktelenek (1978)